# Selasia isabellae
Selasia isabellae is een keversoort uit de familie kniptorren (Elateridae). De wetenschappelijke naam van de soort is voor het eerst geldig gepubliceerd in 1910 door Bourgeois.